# تويوتا أوريون
تويوتا أوريون، هي سيارة متوسطة الحجم تنتجها شركة تويوتا في أستراليا وأجزاء من آسيا منذ عام 2006. أوريون، هي جوهرة تصميم تويوتا كامري (GSV40) مع الصدام الأمامي والخلفية الجذابة، جنباً إلى جنب مع التغييرات الداخلية.
أوريون أساس تصميمها الكامري وتباع أيضاً في معظم شرق وجنوب شرق آسيا على أنها تويوتا كامري، مع النص الأصلي للكامري وتباع أوريون في أسواق أستراليا والشرق الأوسط. الأوريون تستبدل بنموذج سيارة أفالون، التي يمكن أن تعود جذوره إلى 1990 في وقت مبكر.
في الأسواق الأسترالية وأسواق الشرق الأوسط، يوجد تفريق كبير بين أوريون من كامري كـالأخ أو الأخت، تزود تويوتا سيارتها أوريون بمحرك 3.5 ليتر 6 أسطوانات حصرياً. أما كامري بمحرك 2.4 ليتر 4 أسطوانات فقط.
سابقا في هذه الأسواق، وذلك قبل الأخذ كامري (GSV40/ACV40)، تويوتا عرضت كامري بنسخة محرك 4 و 6 أسطوانات جنبا إلى جنب، كما أنتجت تويوتا أستراليا فقط السوبر TRD أوريون بين عامي 2007 و2009.
تم ضبطها من قبل تويوتا سباق التنمية (TRD)، وهذا الأداء المتنوع كان متاح ليكون أقوى دفع على العجلات الأمامية للسيارات بالعالم.
والمحركات المستخدمة في مواصفات كامري الآسيوية تختلف قليلا عن تلك التي لدى أوريون. فضلاً عن 3.5 ليتر 6 أسطوانات، واثنين من أربع أسطوانات المحركات التي تقدم في أي من سعة 2.0 لتر أو 2.4 لتر (2.4 لتر النموذج الأصلي لمحرك الكامري).
هذه المحركات هي تزاوج ستة وأربع وخمس سرعات نقل الحركة الآلية على التوالي.

## المحركات
توظف أوريون نسخة من محرك تويوتا 2GR-FE V6 الذي يشغل أيضا كامري V6 خارج أستراليا. مع إزاحة المحرك من 3.5 لتر، محرك 2GR-FE قادرة على إخراج 200 كيلوواط (268 حصان) و 336 Nالمتفرغ (248 lbالمتفرغ ft) من عزم الدوران. ترتفع الطاقة بمقدار 4 كيلووات (5 حصان) مع استخدام 95 RON «قسط» البنزين الخالي من الرصاص. وقد سجلت أرقام التسارع للسيارة في 7.4 ثانية من الجمود إلى 100 كم / ساعة (62 ميلا في الساعة), وتويوتا يدعي سرعة قصوى من 228 كم / ساعة (142 ميل في الساعة). أوريون، وهو يورو.

## الجيل الأول
وكان الجيل الأول أوريون للبيع من 2006 إلى 2012. وفي أستراليا ونيوزيلندا، حلت محل تويوتا أفالون (XX10). في بعض الأسواق يشار إلى هذه السيارة باسم «هيبة» كامري. تشارك أوريون معظم أدواتها وقيادة السيارة وعملها في المركز، مع نهايات أمامية وخلفية مجهزة وإكسسوارات داخلية.
في 2006, أصدرت تويوتا أستراليا نسخة معززة بشكل كبير المعروفة باسم أوريون TRD, مع محرك فائقة و bodykit الكامل.[1]

## المبيعات
| السنة                    | عدد المبيعات |
| ------------------------ | ------------ |
| 2006 (November–December) | 3,037        |
| 2007                     | 22,036       |
| 2008                     | 19,562       |
| 2009                     | 13,910       |
| 2010                     | 11,764       |
| 2011                     | 8,915        |
| 2012 (January)           | 989          |
| Total                    | 80,213       |

## الجيل الثاني
بعد بدء الإنتاج في فبراير 2012، شهد أبريل 2012 إطلاق الجيل الثاني أوريون في أستراليا ونيوزيلندا. نفس التسميات نموذج ينطبق في أستراليا في التعادل مع نموذج الجيل الأول، تلك التي يجري: AT-X، سبورتيفو SX6، سبورتيفو ZR6، معجزة، وبريسارا. في نيوزيلندا، وتسميات نموذج هي: AT-X، جولة، وSX6 Sportivo.
هذه اللوحة الاسمية مبنية مرة أخرى على كامري. وقد تم كل نموذج جديد المتاحة لبعض الأسواق الآسيوية والأوروبية كما كامري منذ عام 2011. نفس، التعيينات نموذج منفصل من كامري وأوريون هي للبيع في أستراليا ونيوزيلندا. لأول مرة، مع نموذج XV50، ويستند الآن كامري السوق اليابانية على نفس التصميم كما كامري «هيبة» أو أوريون، بدلا من كامري «العادية». تم تصميم «الهيبة» كامري في اليابان من قبل هيروفومي فوكوي، كازومي كواكي وكيسوكي ماتسونو في عام 2009 وكشف النقاب عنها في أوكرانيا في 25 أغسطس 2011.

### الوجه
تلقت سيارة كامري التي تتخذ من أوريون مقراً لها، والمباعة في اليابان والأسواق الآسيوية الأخرى، عملية تجميل كبيرة في عام 2014. تم إيقافها في اليابان في يوليو 2017 وفي جنوب شرق آسيا في أواخر عام 2018، وتم استبدالها بكاميرا XV70 Camry التي تتخذ من TNGA مقراً لها.
في أستراليا، ومع ذلك، تلقى أوريون نفسها عملية تجميل أصغر بكثير، مع تغييرات خارجية قليلة. تم حذف تقليم معجزة من مجموعة، وتم دمج SX6 Sportivo وZR6 لتشكيل تقليم رياضي واحد. وكان القطع المنقح للسوق الأسترالية: AT-X، سبورتيفو وبريسارا. [3]

### إصدارات خاصة
في عام 2012، أصدرت أوريون في أستراليا البديل SE Touring. تم بناء 1500 فقط، وكلها كانت تستند إلى AT-X. وأضاف المفسد الخلفي، مصابيح الضباب الأمامية، فضلا عن مصبغة رياضية على السطح الخارجي. تحتوي الميزات الداخلية على داخل مشابه لـ AT-X ، باستثناء أنه تضمن عجلة القيادة مع عناصر التحكم الصوتية والدواسات الرياضية.[4]

### المبيعات
بدأت مبيعات الجيل الثاني من أوريون في أستراليا في أبريل 2012. في حين أن بداية بطيئة، شهدت نهاية العام السيارة تحقيق مبيعات أكثر من 1,000 وحدة في كل من نوفمبر وديسمبر 2012. ومع ذلك، مع هذا، أصبحت مبيعات أوريون أقل مع مرور الوقت، تاركة بعض الأشهر مع أقل من 100-200 وحدة.
يسرد الجدول التالي المبيعات الأسترالية التي تمت طوال فترة ولايتها.
|                | Jan | Feb | Mar | Apr | May | Jun | Jul | Aug | Sep | Oct | Nov   | Dec   | السنة | الاجمالي |
| -------------- | --- | --- | --- | --- | --- | --- | --- | --- | --- | --- | ----- | ----- | ----- | -------- |
| 2012 (Apr-Dec) | N/A | N/A | N/A | 629 | 995 | 830 | 536 | 564 | 721 | 931 | 1,011 | 1,255 | 7,472 | 30,458   |
| 2013           | 227 | 370 | 498 | 469 | 632 | 565 | 604 | 655 | 537 | 599 | 607   | 1,046 | 6,839 | 30,458   |
| 2014           | 175 | 321 | 263 | 310 | 390 | 798 | 468 | 406 | 424 | 405 | 336   | 867   | 5,163 | 30,458   |
| 2015           | 241 | 206 | 268 | 241 | 326 | 563 | 325 | 261 | 276 | 268 | 502   | 829   | 4,306 | 30,458   |
| 2016           | 69  | 145 | 226 | 219 | 305 | 459 | 365 | 398 | 310 | 336 | 360   | 641   | 3,833 | 30,458   |
| 2017           | 95  | 176 | 282 | 312 | 334 | 358 | 261 | 295 | 214 | 132 | 147   | 95    | 2,701 | 30,458   |
| 2018           | 58  | 26  | 17  | 16  | 14  | 5   | 6   | 1   | 1   |     |       |       | 144   | 30,458   |

### الاستبدال/الخلف
انتهى إنتاج الجيل الثاني من أوريون في أستراليا في أغسطس 2017، مما أنهى إنتاج أوريون بعد ما يقرب من 11 عامًا. مع هذا، تويوتا إعادة، للمرة الأولى منذ عام 2006, وV6 كامري. مثل أوريون، كما توقفت كامري الإنتاج في مصنع ألتونا، مع نموذج المستوردة من اليابان القادمة ليحل محله[5]